# Peperomia kotana
Peperomia kotana är en pepparväxtart som beskrevs av C. Dc.. Peperomia kotana ingår i släktet peperomior, och familjen pepparväxter. Inga underarter finns listade i Catalogue of Life.